# 六条有光
六条 有光（ろくじょう ありみつ）は、南北朝時代の公卿。権中納言・六条有忠の子。官位は従二位・権中納言、淳和奨学両院別当。六条家4代当主。

## 経歴
以下、『公卿補任』と『尊卑分脈』の内容に従って記述する。
- 建武元年（1334年）、参議正四位下右中将[2]。
- 建武2年（1335年）1月5日、従三位に叙せられる。
- 建武3年（1336年）、備中権守を兼ねるか。
- 暦応元年（1338年）1月5日、正三位に昇叙。光明天皇の大嘗祭にて八尺瓊勾玉を落としてしまったため[3]、同年11月21日に参議を辞した。同月27日、父・有忠の喪に服す。
- 康永元年（1342年）3月30日、参議に還任。同日、右中将に任ぜられる。
- 康永2年（1343年）8月13日、権中納言に任ぜられる。
- 康永3年（1344年）2月5日、帯剣を許される。9月5日、淳和・奨学両院別当に補される[4]。同年12月29日、権中納言を辞した。
- 貞和2年（1346年）1月6日、従二位に昇叙。
- 延文3年（1358年）、出家か。

## 淳和奨学両院別当
有光は六条家から淳和院・奨学院の両院別当に補された唯一の人物である。これは中院通冬が一時的に南朝に帰属してしまった事、久我家にも年齢的に適任者がいなかった事による特例と考えられる。

## 系譜
- 父：六条有忠（1281-1339）
- 母：園基藤の娘
- 妻：不詳
  - 男子：六条有孝